# 謝夫利河
47°24′01″N 8°24′45″E / 47.4002548°N 8.4125247°E

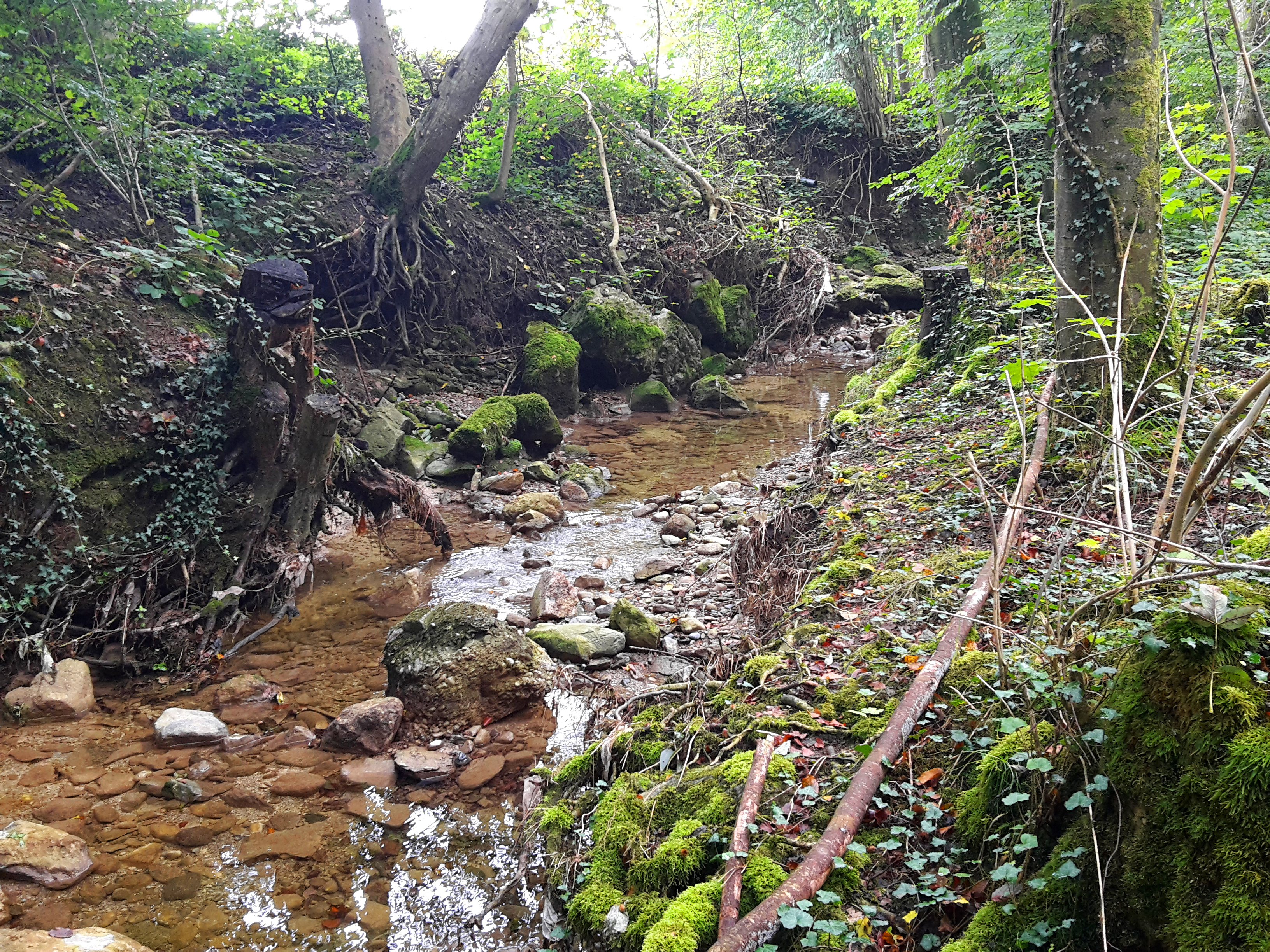

謝夫利河（德語：Schäflibach）是瑞士的河流，位於該國北部，流經蘇黎世州，屬於利馬特河的左支流，河道全長6.3公里，流域面積10平方公里，發源自烏伊蒂孔，河口處在迪蒂孔。